# Travellers Club

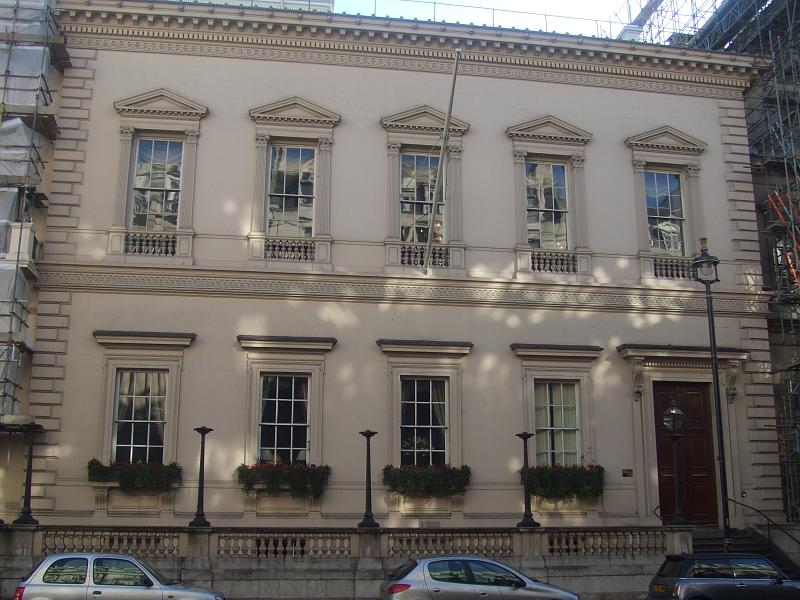
Clubhaus in der Pall Mall

Der Travellers Club ist ein renommierter Londoner Club, der 1819 u. a. von Lord Castlereagh gegründet wurde. Die Los Angeles Times bezeichnete ihn einst als „the quintessential English gentleman’s club“.

## Zweck
Der Club vereint Briten mit ausgeprägter Auslandsreiseerfahrung und empfängt umgekehrt distinguierte ausländische Besucher zum Gedankenaustausch. Ursprünglich war Aufnahmevoraussetzung, dass der Betreffende mindestens einmal ins Ausland gereist war und sich dabei 500 Meilen Luftlinie von London entfernt befunden hatte – ein Kriterium, dessen Erfüllung zur Zeit der Gründung des Clubs selbst in der Oberschicht keineswegs selbstverständlich war. Gewöhnlich genügte insofern aber die Absolvierung der sogenannten Grand Tour. Heute wird indes zumindest informell erwartet, dass der Kandidat wenigstens vier von ihm bereiste Staaten bezeichnen kann.
Bisweilen war der Club aber auch Schauplatz informeller internationaler Verhandlungen, wie etwa 2003 zwischen Großbritannien und Libyen.

## Mitglieder
Als ordentliches Mitglied wird in den Travellers Club nur aufgenommen, wer von zwei Mitgliedern vorgeschlagen und dann von fünf weiteren unterstützt wird. Für die – heute auch Frauen offenstehende – assoziierte Mitgliedschaft genügt indes die Unterstützung durch ein dem Club bereits angehörendes Mitglied. Die Obergrenze beträgt derzeit 1200 Mitglieder.
Stark vertreten sind im Travellers Club insbesondere berühmte Reisende, herausragende Forscher, Entdecker und Reiseschriftsteller, aber auch Diplomaten. Als Ehrenmitglieder gehören ihm Vertreter der britischen wie auch ausländischer Königsfamilien an, weiter der amtierende Außenminister und verschiedene in London akkreditierte Botschafter. Zu den berühmtesten Mitgliedern zählten der Herzog von Wellington, Lord Russell, Arthur Balfour, Stanley Baldwin, Francis Beaufort, Graham Greene, Jules Verne, William Makepeace Thackeray, Edmund Hillary, John le Carré und Douglas Hurd.

## Clubhaus
Der Sitz befand sich zunächst in 12 Waterloo Place. 1821 erfolgte der Umzug nach 49 Pall Mall in ein Gebäude, das zuvor den Brooks’s Club beherbergt hatte. Nachdem dieses zu klein geworden war, beauftragte man schließlich 1826 den später als Architekt der Houses of Parliament berühmt gewordenen Charles Barry mit der Errichtung eines Neubaus auf 106 Pall Mall, in der Nähe der Carlton Gardens. Er greift die Formensprache des italienischen Renaissance-Palazzos auf und wurde 1832 fertiggestellt, der Turm erst 1842. Berühmt ist auch die Bibliothek mit einer umfangreichen Sammlung von Reiseliteratur sowie dem Abguss eines griechischen Tempelfrieses.